# Jeketro (Gubug)
Jeketro is een bestuurslaag in het regentschap Grobogan van de provincie Midden-Java, Indonesië. Jeketro telt 2968 inwoners (volkstelling 2010).